# Biserica de lemn din Cumpărătura
Biserica de lemn „Cuvioasa Parascheva” din Cumpărătura este un lăcaș de cult ortodox construit în anul 1792 în satul Poiana din comuna Brusturi aflată în județul Neamț și strămutat în anul 1948 în satul Cumpărătura din comuna Bosanci aflată în județul Suceava. Edificiul religios se află localizat în cimitirul sătesc, la drumul european E85 și are hramul Cuvioasa Parascheva, sărbătorit la data de 14 octombrie.
Biserica de lemn din Cumpărătura a fost inclusă pe Lista monumentelor istorice din județul Suceava din anul 2015 la numărul 243, având codul de clasificare cod LMI SV-II-m-B-05525.

## Istoricul bisericii
Actuala biserică de lemn din Cumpărătura a fost construită în anul 1792 în satul Poiana din comuna Brusturi aflată în județul Neamț. Cronica parohiei atestă anul 1792 ca an al construcției, acest an fiind săpat pe rama ușii de intrare în pronaos. După alte surse, biserica ar fi fost construită în anul 1785. Inițial era acoperită cu draniță.
După Primul Război Mondial, o parte dintre locuitorii din satul Bosanci au cumpărat terenurile pe care se află actualul sat Cumpărătura de la proprietarul lor, prințul Mihail Sturdza (1886-1980), politician și ministru de externe (14 septembrie 1940 – 26 ianuarie 1941). După cumpărarea terenului, o parte dintre bosănceni s-au așezat acolo și au construit case de locuit, iar localitatea a primit denumirea de Cumpărătura.
Noul sat era situat la peste 6 km de satul Bosanci, unde exista o biserică. Sătenii au simțit nevoia de a avea o biserică proprie pentru satisfacerea nevoilor duhovnicești. Ei s-au interesat și au aflat că locuitorii din satul Poiana din comuna Brusturi aflată în județul Neamț au o biserică de lemn de vânzare, deoarece își construiseră o biserică nouă mai mare.
Credincioșii din Cumpărătura au strâns banii necesari pentru cumpărarea bisericii și, astfel, în anul 1948, ea a fost transportată la Cumpărătura. Biserica a fost amplasată pe un teren donat de către Domnica Bujoreanu (1880-1953) din satul Bosanci, pe acel teren amplasându-se și cimitirul parohial. Terenul se află de-a lungul drumului național DN2 (drumul european E85) Fălticeni-Suceava. Printre credincioșii care au contribuit la aducerea bisericii de la Brusturi și la procurarea materialelor pentru fundație și pentru reparațiile necesare (lemn, piatră etc.) sunt de menționat Lazăr Damian, Mihai Silvestru Drăgoi, Victor Șutu, Ion Bujoreanu și mulți alții, considerați ctitori ai bisericii.
Odată strămutată la Cumpărătura, biserica a fost reclădită, acoperită cu tablă și resfințită în anul 1951 de către episcopul Partenie Ciopron, stareț al Mănăstirii Sfântul Ioan cel Nou din Suceava (1950-1961). Biserica Cumpărătura a fost o lungă perioadă filie a Parohiei Bosanci, aici slujind prin rotație preoți din acea localitate.
În anul 1991, filia din Cumpărătura a primit statutul de parohie de sine stătătoare, primul preot paroh fiind Iulian Florea. Printre preoții care au slujit aici menționăm pe preoții slujitori Constantin Ignătescu, Alexandru Galațian, Miltiade Iftode, Traian Traci, Vasile Butnariu, Traian Coclici și Ioan Irimescu, precum și pe preoții parohi Iulian Florea, Lazăr Croitor, Florin Dura și Mihăiță Brahariu. Parohia cuprinde 92 de familii ortodoxe.
În apropiere de biserică, a fost construit și un turn clopotniță de zid.

## Arhitectura bisericii
Biserica de lemn din Cumpărătura are plan dreptunghiular, cu absida altarului pentagonală decroșată, pronaos poligonal și pridvor deschis pe latura de sud-vest, ulterior închis cu scânduri. Ea a fost construită din lemn de brad, pereții săi fiind placați cu scânduri vopsite în culoarea galbenă. Acoperișul bisericii este cu pantă înaltă, învelitoarea fiind inițial din draniță, iar în prezent din tablă.
Biserica este de dimensiuni mici, având interiorul împărțit în patru încăperi: o mică tindă la intrare, pronaos, naos și altar. Cu excepția pridvorului care are tavan, celelalte încăperi sunt acoperite cu o boltă unică. Pridvorul are două etaje: o mică tindă la parter și un turn clopotniță la etaj. Inițial, pridvorul era deschis, el având stâlpi ciopliți care sprijineau grinzi decupate în arce de acoladă. Ulterior, a fost închis cu scânduri.
Pronaosul se termină cu o absidă poligonală cu trei laturi și are un cafas (balcon), adăugat ulterior. Naosul are formă pătrată și este prevăzut cu trei ferestre: una în peretele nordic și două în peretele sudic.
Altarul este pentagonal, decroșat de restul corpului bisericii și prevăzut cu proscomidiar și diaconicon. Aici se află trei ferestre: una dreptunghiulară în axul absidei altarului și câte una de dimensiuni mici în pereții proscomidiarului și diaconiconului.
Biserica nu a fost pictată, pe pereți aflându-se icoane pictate pe lemn sau sticlă. Singura parte pictată a edificiului este catapeteasma, unde se află icoane pictate în ulei, în stil bizantin, de către un pictor anonim. Lăcașul de cult nu deține obiecte de valoare artistică și istorică, biserica nefiind restaurată niciodată.

## Imagini

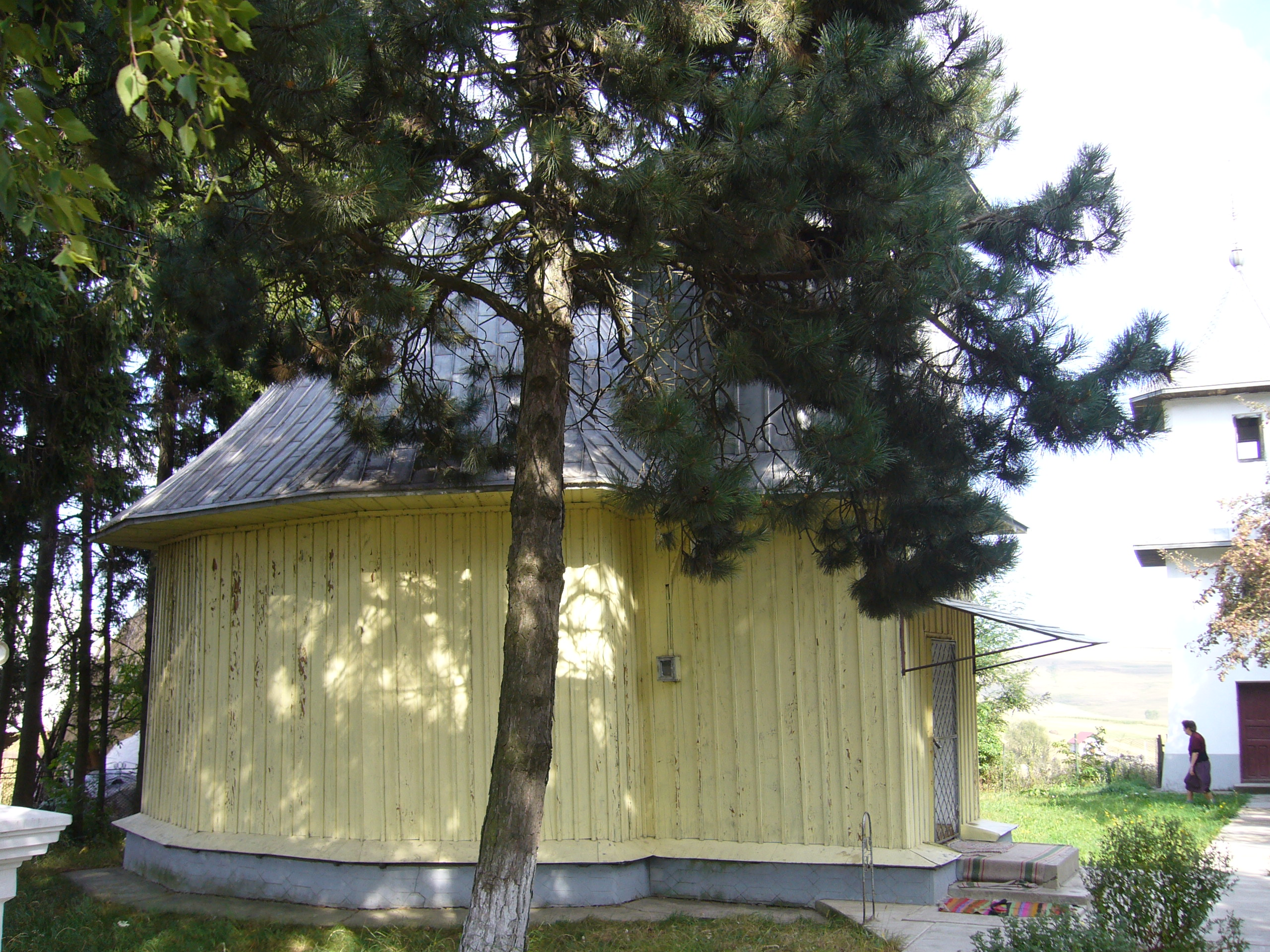
Biserica pe latura vestică
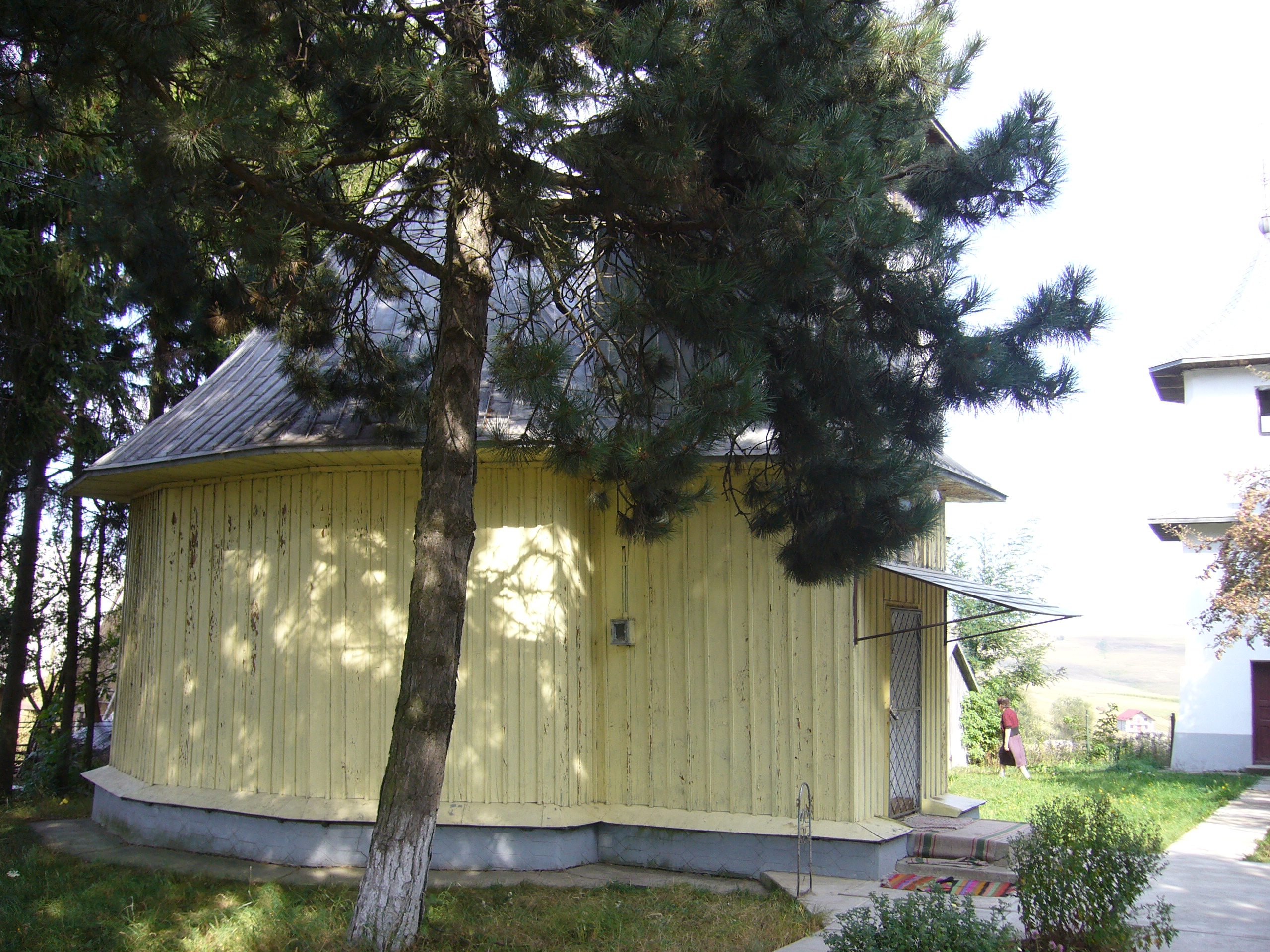
Biserica pe latura vestică
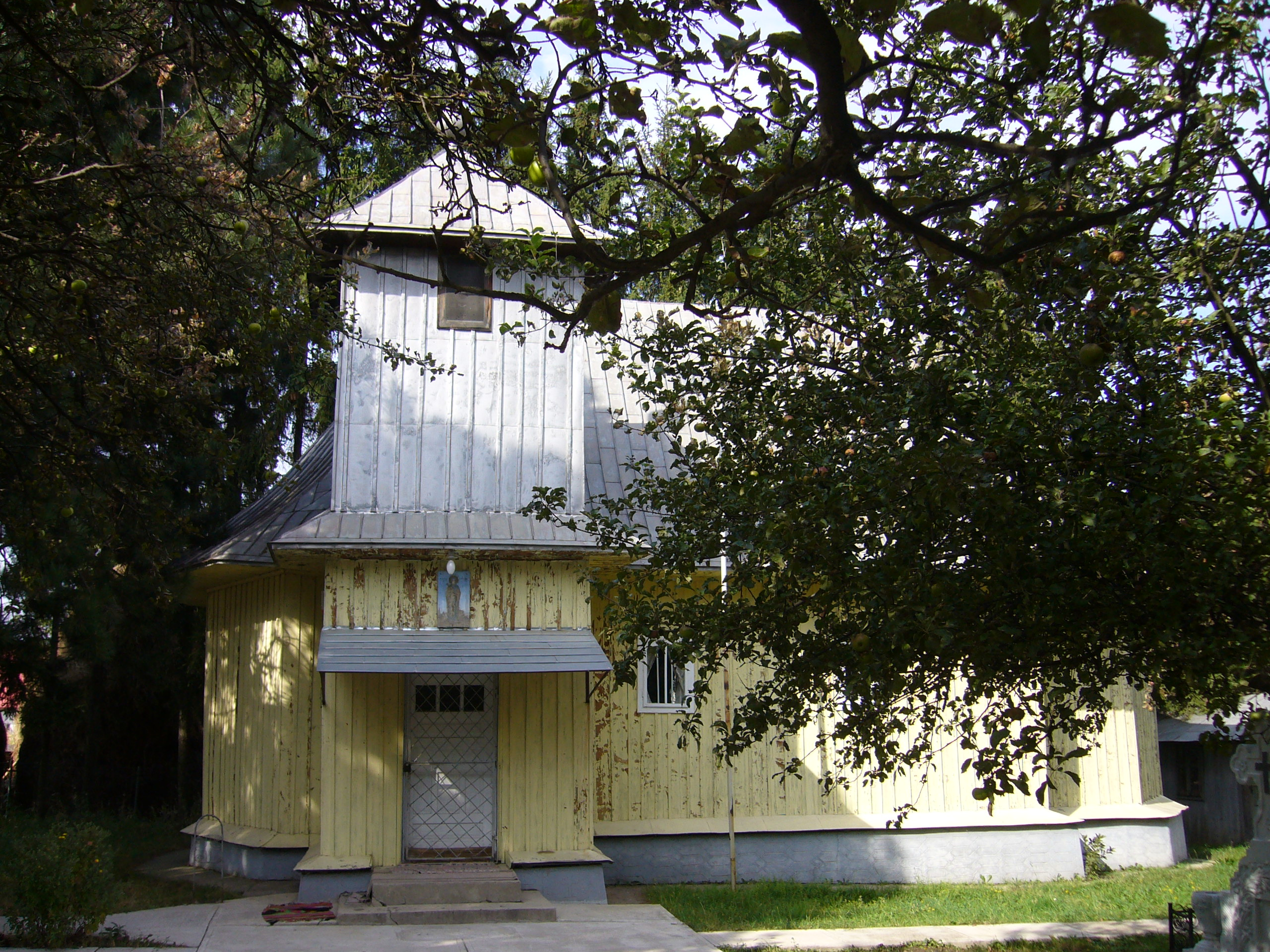
Biserica pe latura sudică
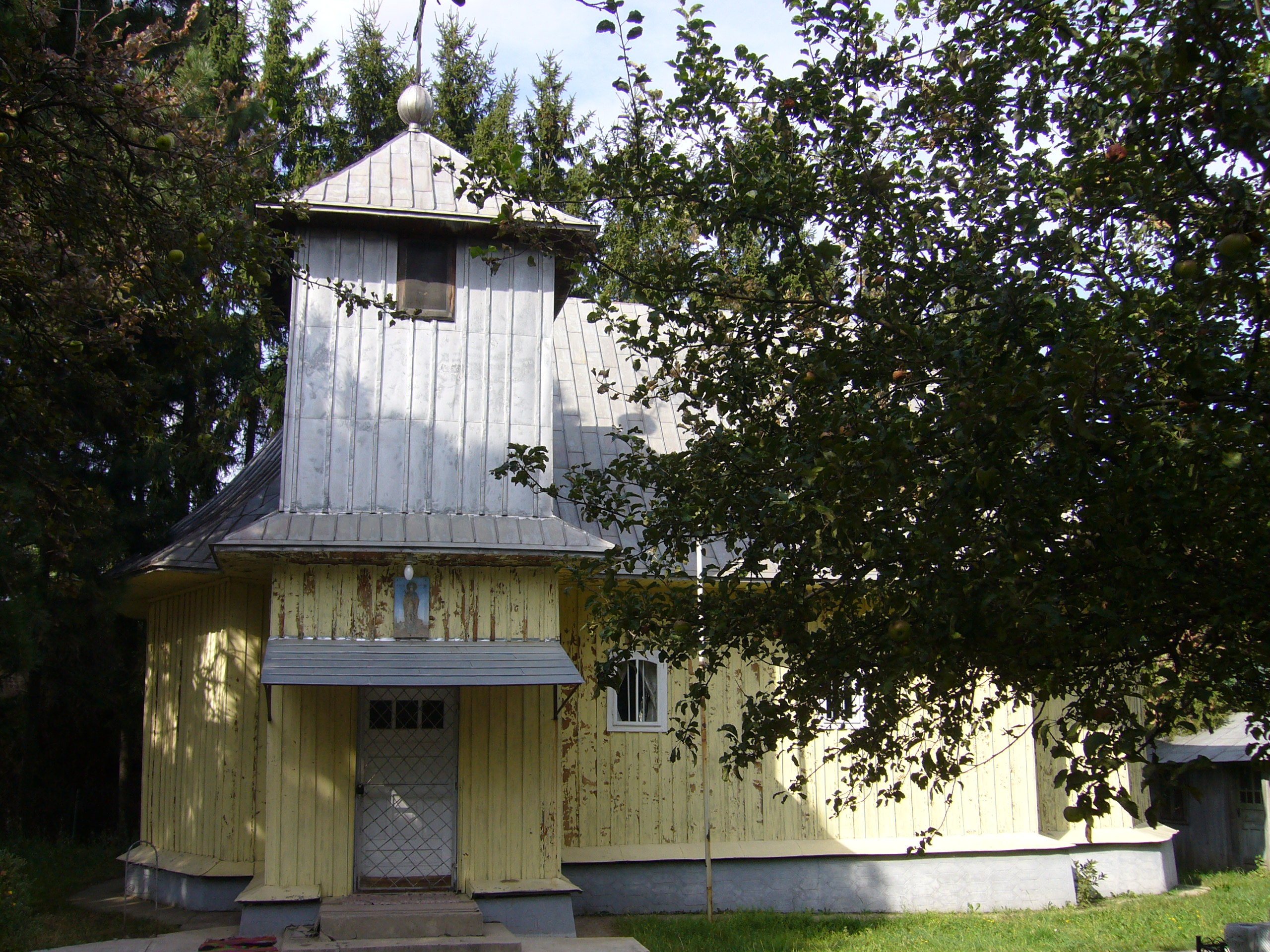
Biserica pe latura sudică
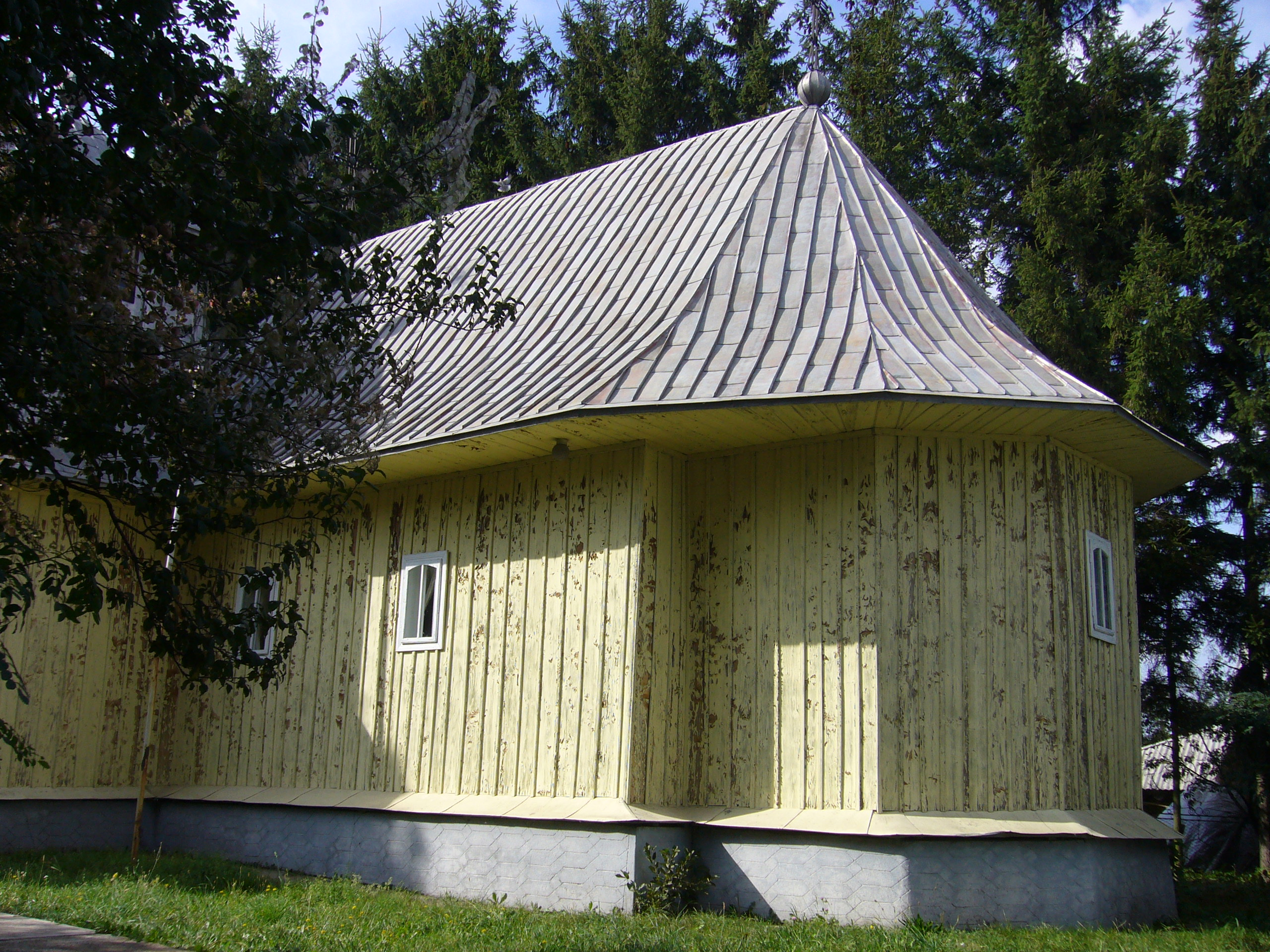
Biserica pe latura sud-estică
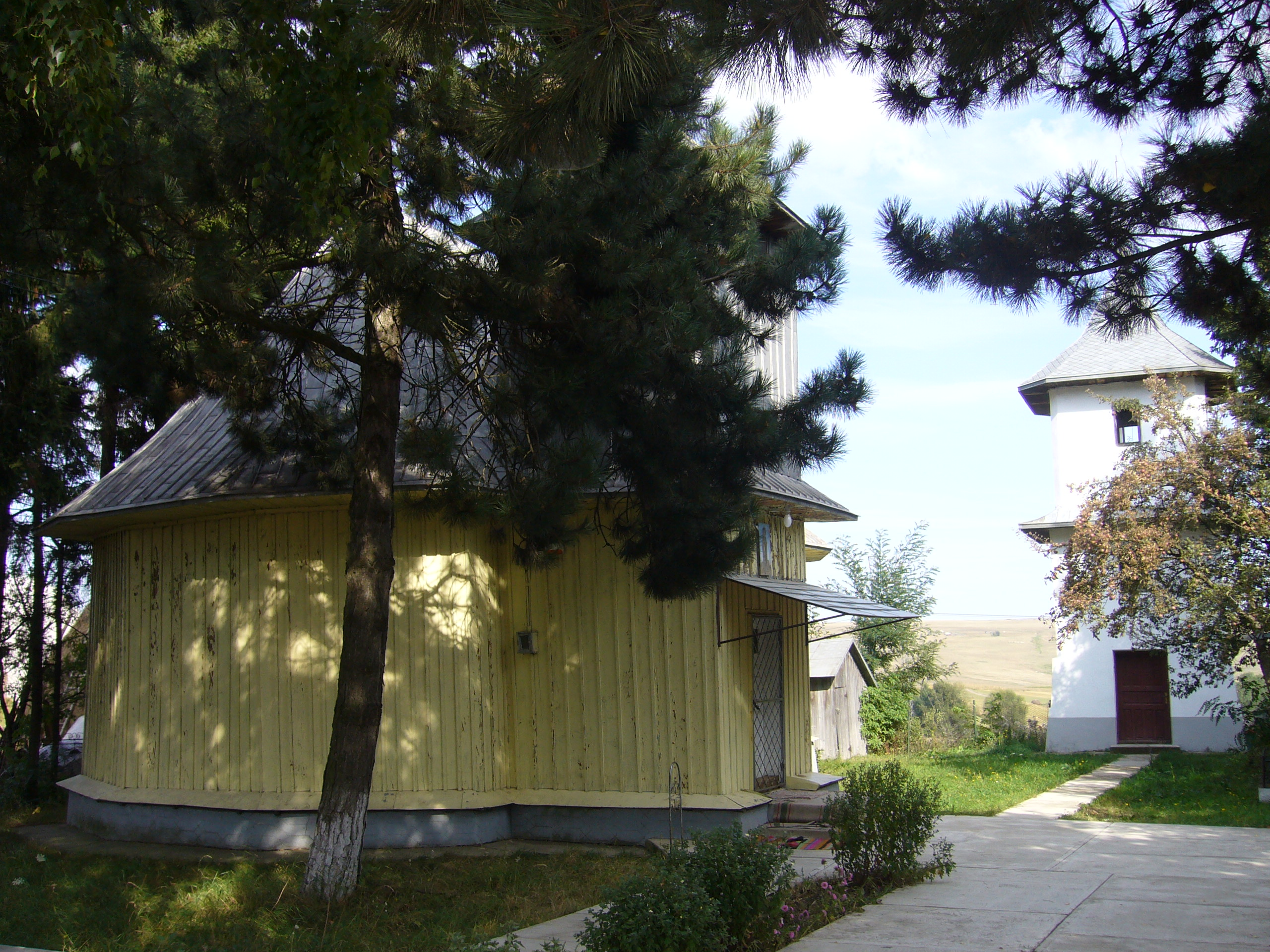
Biserica și turnul clopotniță
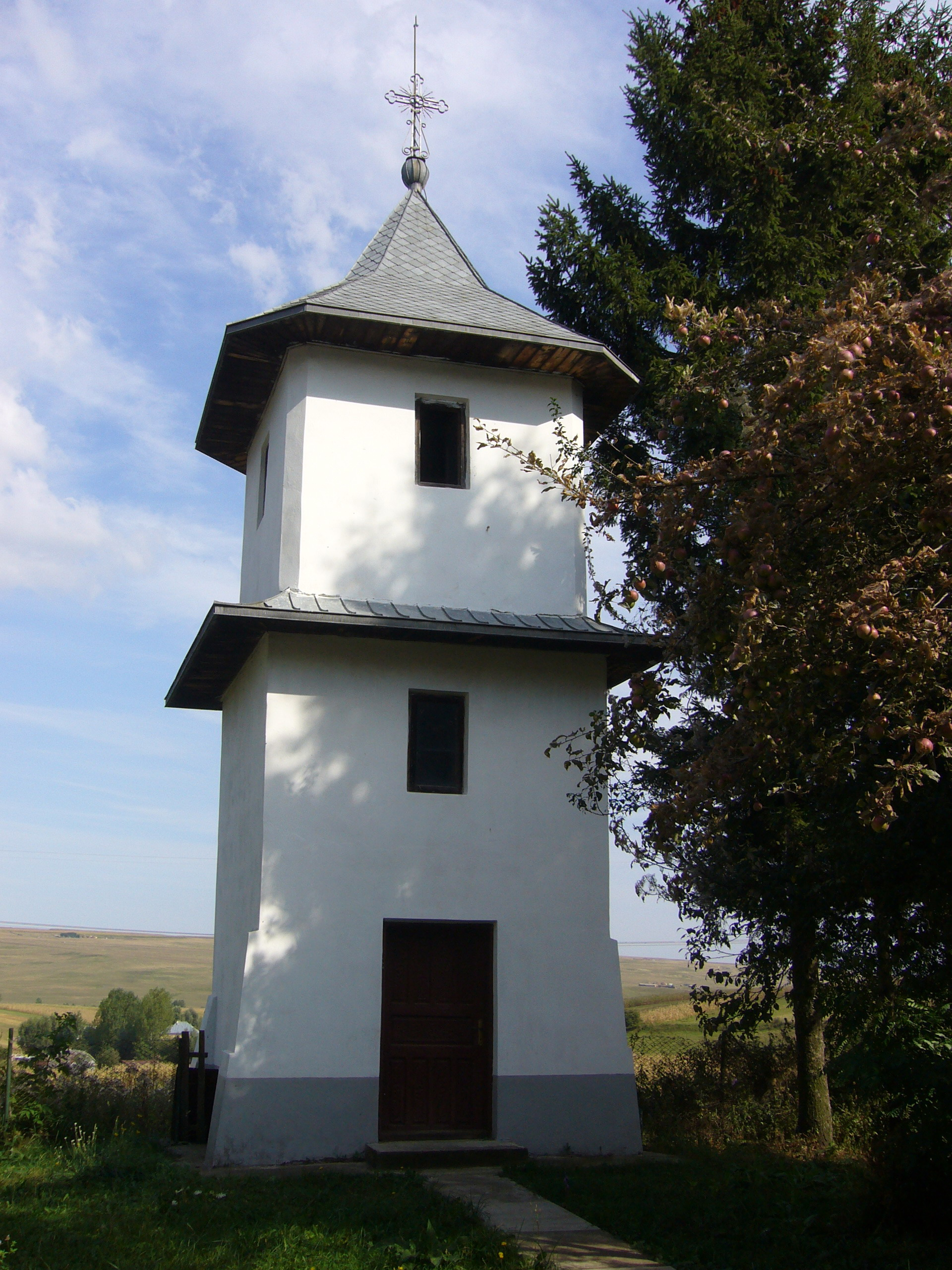
Turnul clopotniță
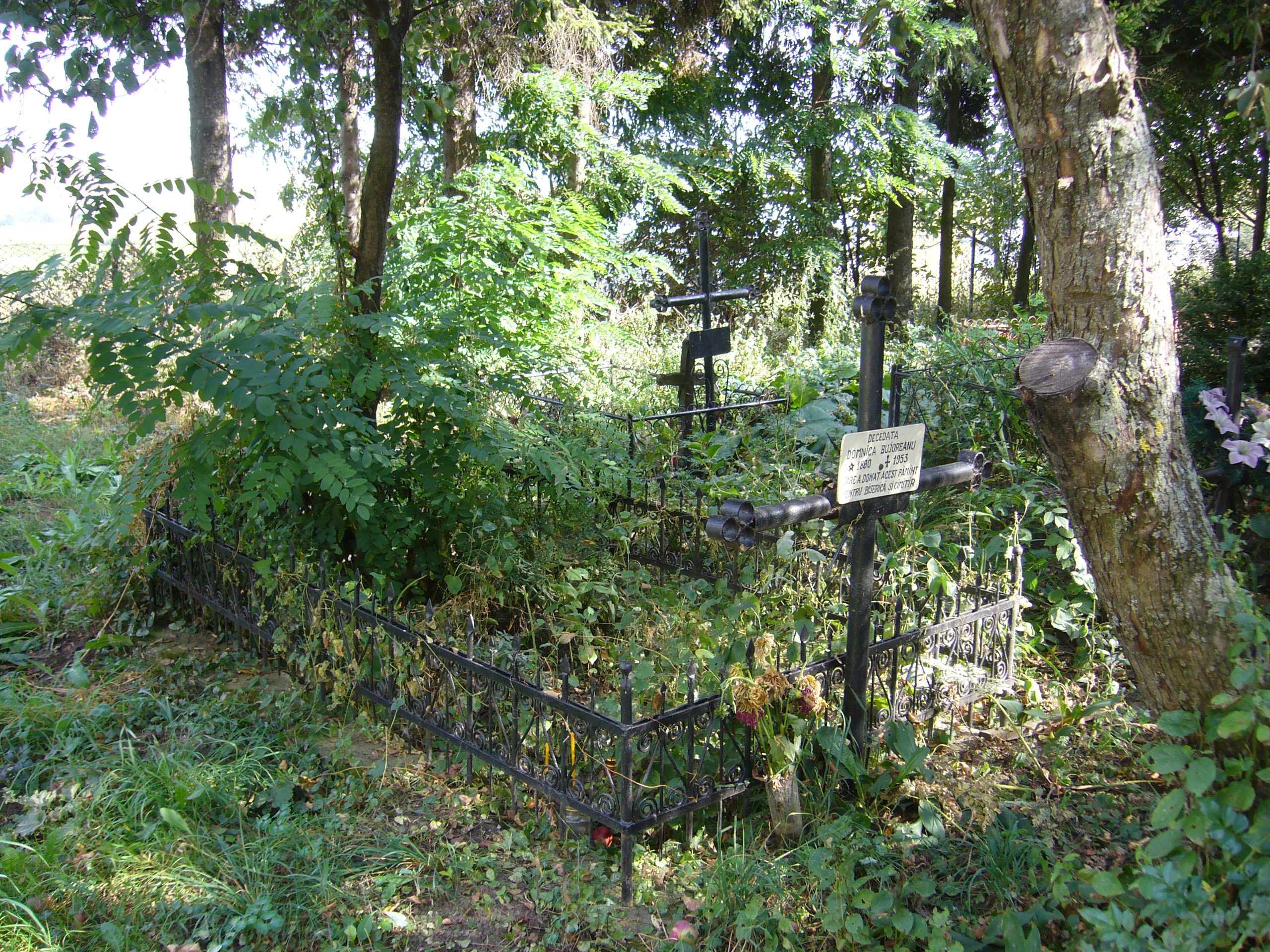
Mormântul Domnicăi Bujoreanu, cea care a donat terenul pe care au fost amplasate biserica și cimitirul
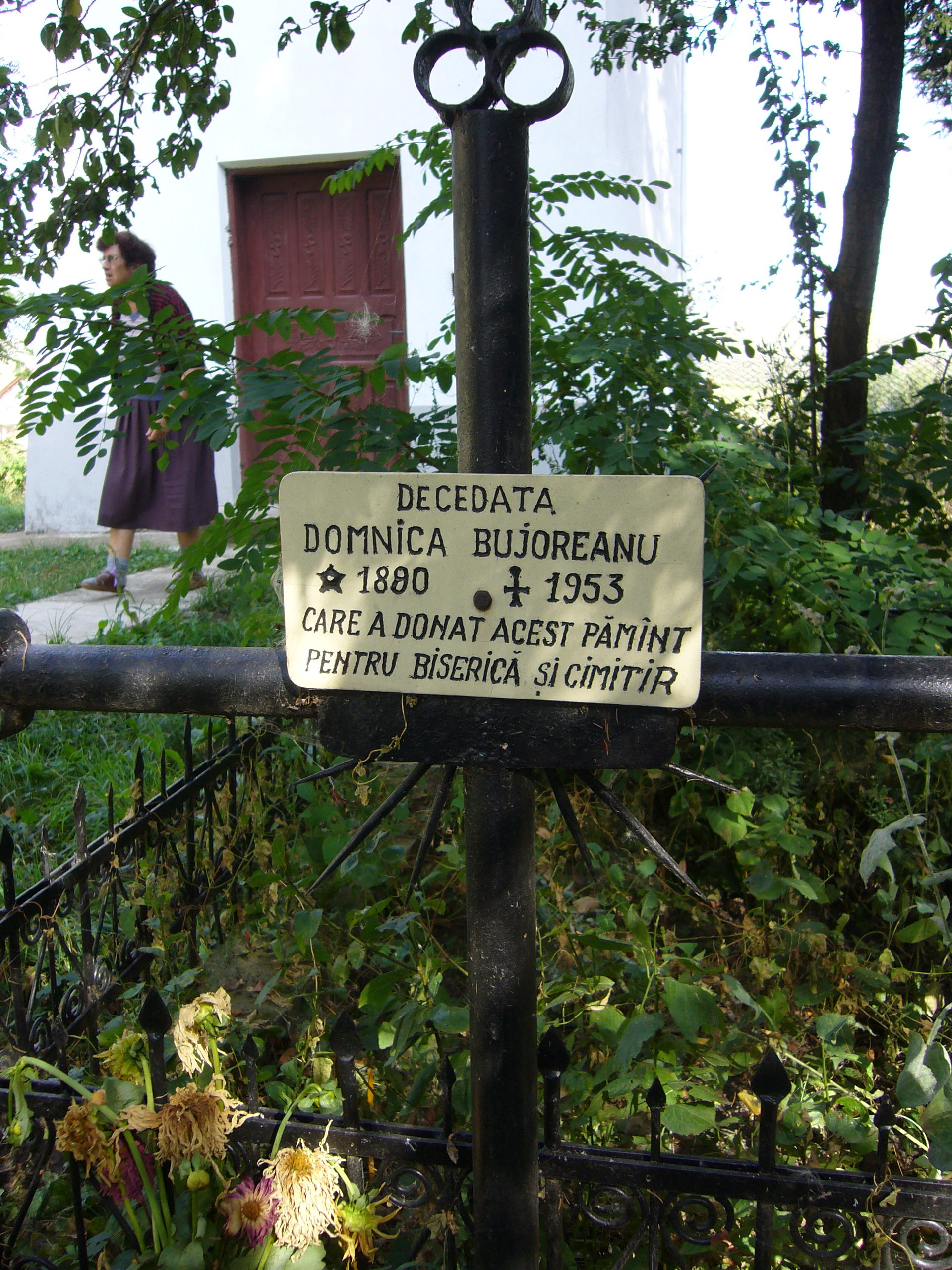
Inscripție pe crucea mormântului Domnicăi Bujoreanu
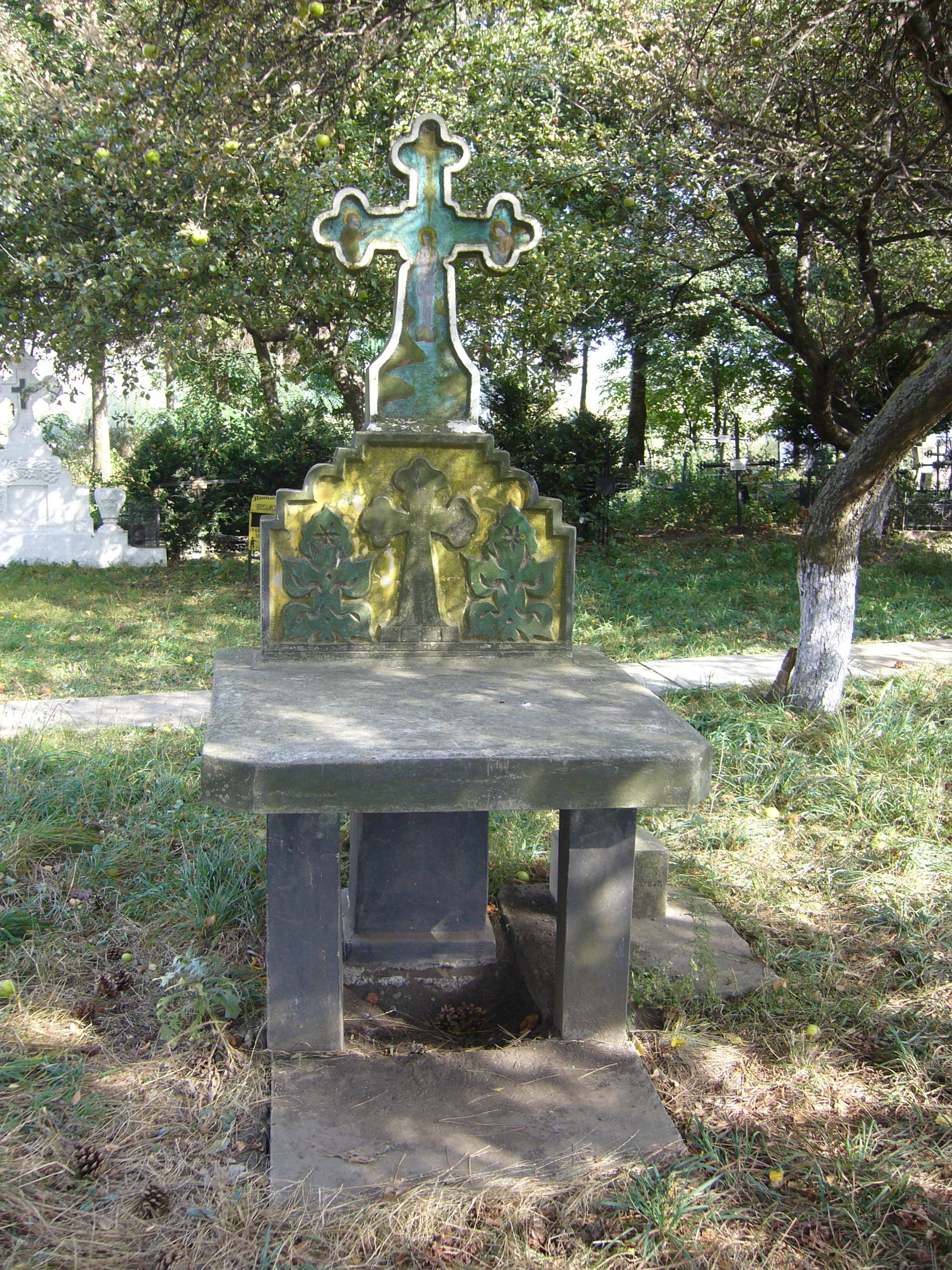
Monument în formă de cruce ridicat în memoria ctitorilor bisericii
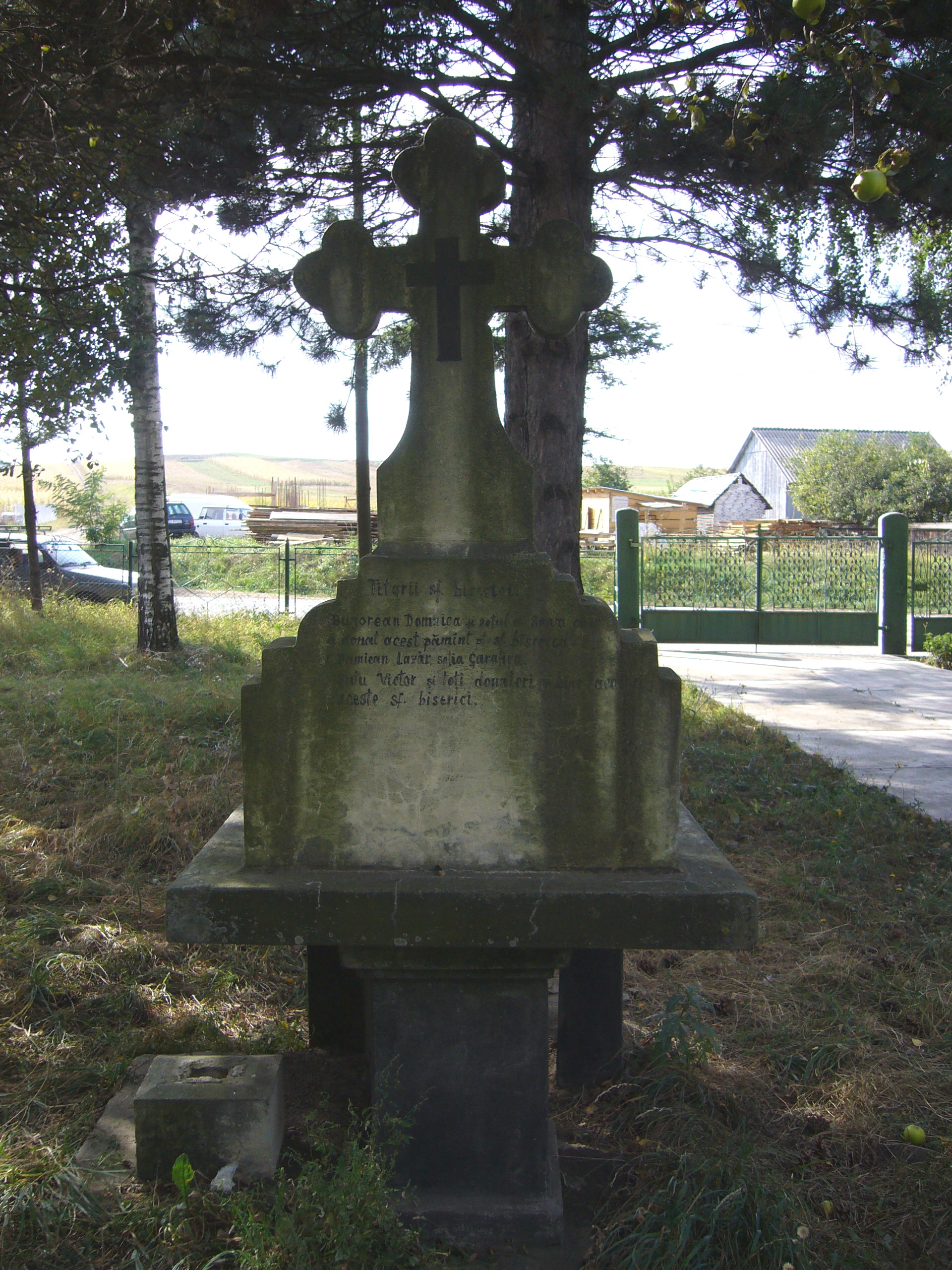
Inscripție cu numele ctitorilor pe spatele monumentului
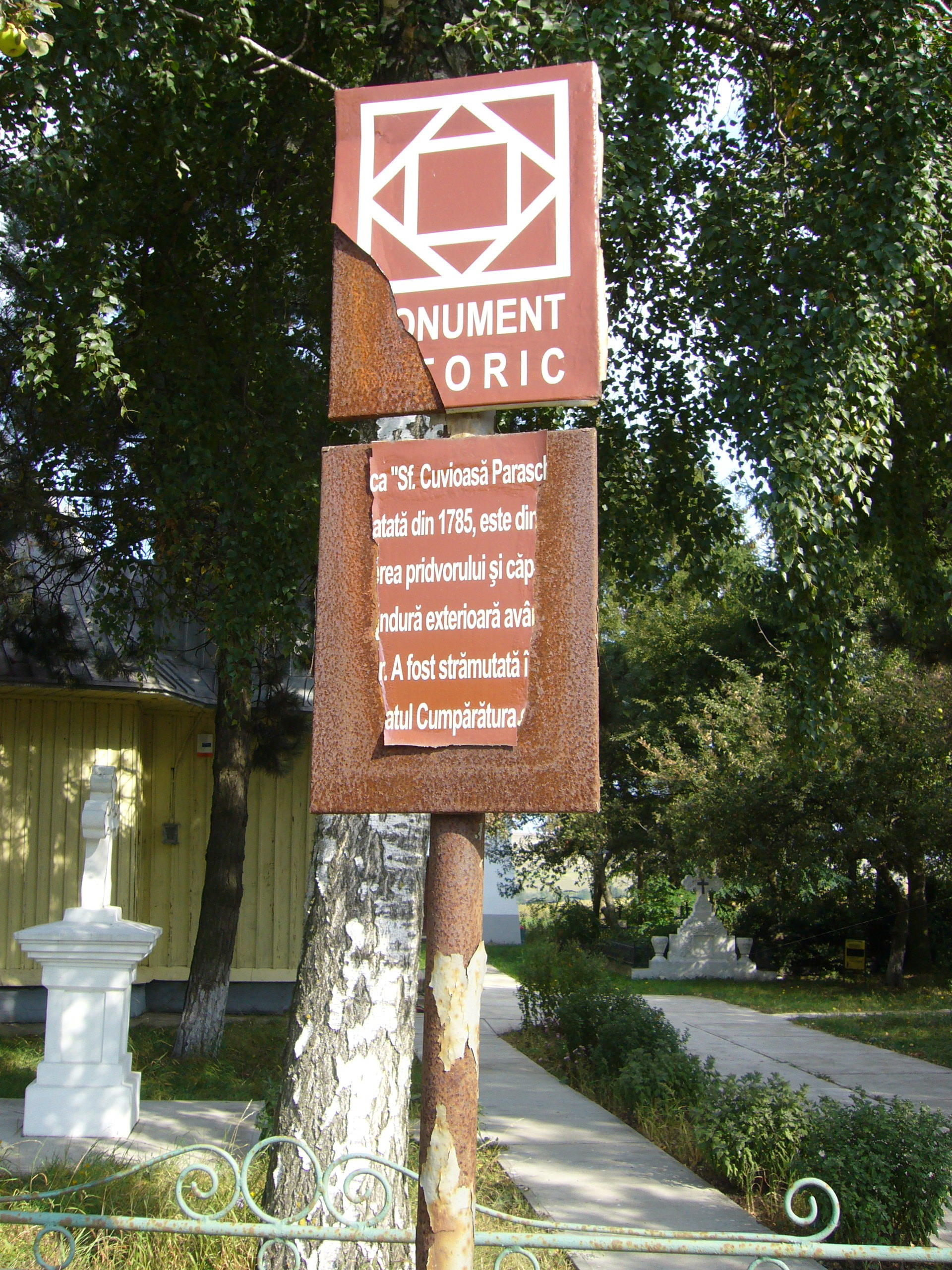
Placă care atestă faptul că biserica este monument istoric